# Theophrastaceae
Theophrastaceae é uma família de plantas angiospérmicas (plantas com flor - divisão Magnoliophyta), pertencente à ordem Ericales.
A ordem à qual pertence esta família está por sua vez incluida na classe Magnoliopsida (Dicotiledóneas): desenvolvem portanto embriões com dois ou mais cotilédones.

## Géneros
Segundo o sistema de classificação filogenético Angiosperm Phylogeny Website, possui os seguintes géneros:
- Clavija Ruiz & Pavon
- Deherainia Decaisne
- Jacquinia L.
- Theophrasta L.
- Samolus